# Werra-Meißner-Kreis
Werra-Meißner-Kreis – powiat w Niemczech, w kraju związkowym Hesja, w rejencji Kassel. Siedzibą powiatu jest miasto Eschwege.

## Podział administracyjny
Powiat składa się z:
- 8 miast
- 8 gmin
- jednego obszaru wolnego administracyjnie (gemeindefreies Gebiet)

Miasta:
| Lp. | Nazwa miasta         | Ludność (30.06.2010) | Powierzchnia km² |
| --- | -------------------- | -------------------- | ---------------- |
| 1   | Bad Sooden-Allendorf | 8.432                | 73,53            |
| 2   | Eschwege             | 19.944               | 63,27            |
| 3   | Großalmerode         | 6.923                | 37,62            |
| 4   | Hessisch Lichtenau   | 12.677               | 105,87           |
| 5   | Sontra               | 7.994                | 111,29           |
| 6   | Waldkappel           | 4.682                | 96,48            |
| 7   | Wanfried             | 4.253                | 46,90            |
| 8   | Witzenhausen         | 15.360               | 126,69           |

Gminy:
| Lp. | Nazwa gminy    | Ludność (30.06.2010) | Powierzchnia km² |
| --- | -------------- | -------------------- | ---------------- |
| 1   | Berkatal       | 1.677                | 19,56            |
| 2   | Herleshausen   | 2.932                | 59,52            |
| 3   | Meinhard       | 4.936                | 39,70            |
| 4   | Meißner        | 3.200                | 44,81            |
| 5   | Neu-Eichenberg | 1.818                | 27,53            |
| 6   | Ringgau        | 3.121                | 66,81            |
| 7   | Wehretal       | 5.289                | 39,20            |
| 8   | Weißenborn     | 1.108                | 15,60            |

Obszary wolne administracyjnie:
| Lp. | Nazwa obszaru             | Ludność (30.06.2010) | Powierzchnia km² |
| --- | ------------------------- | -------------------- | ---------------- |
| 1   | Gutsbezirk Kaufunger Wald | teren niezamieszkany | 50,32            |

## Współpraca
Miejscowość partnerska powiatu:
- Tempelhof-Schöneberg, Berlin